# Nová Ves u Chýnova
Nová Ves u Chýnova là một làng thuộc huyện Tábor, vùng Jihočeský, Cộng hòa Séc.